# 守屋美穂
守屋 美穂（もりや みほ、1989年1月20日 - ）は、岡山県倉敷市出身のボートレーサー。登録第4482号。血液型B型。101期。岡山支部所属。
兄は同じボートレーサーの守屋大地（登録第4672号。大地は109期でデビューは美穂が先）、師匠は小畑実成（登録第3233号）、同期に篠崎仁志、平田健之佑、後藤翔之、片岡雅裕、山下友貴、櫻本あゆみらがいる。
キャッチフレーズは艇界の怪力美人レーサーである。

## 来歴
- 岡山県立倉敷商業高等学校卒業[1]。声優の金本涼輔(当時は野球部に所属していた)は同級生である。在学中、重量挙げ48kg級の選手として活躍[2]し、2006年に行われた全国高等学校女子ウエイトリフティング競技選手権大会で優勝している。卒業後、競艇選手を志す。なお、小学生時代はピアノを習っており、中学生時代は吹奏楽部で、バイオリンを担当していた。よって、高校時代まではスポーツ経験がなかった。
- 競艇選手を志したのは、中学時代に父親と一緒に競艇を見に行ったのがきっかけである。高校時代に重量挙げをしていたのは、競艇選手としての必要な体力をつけるためであった。
- 2007年5月24日、やまと競艇学校で行われたリーグ戦の第1戦で優勝。9月21日の卒業記念競走優勝戦では3着に入る成績を残した（リーグ勝率6.76　準優出5　優出5　優勝1）。
- 2007年11月20日、尼崎競艇場でデビュー（6着）。
- 2007年12月29日、びわこ競艇場での一般競走で初勝利（22走目）。
- 2009年5月14日、徳山競艇場での女子リーグ戦第3戦で初優出（5着）[3]。
- 2012年2月28日、多摩川競艇場での「G1第25回女子王座決定戦競走」にG1初出場。
- 2012年8月2日、ボートレース若松での「G1第26回女子王座決定戦競走」3日目10RでG1初勝利[4]。
- 2013年2月28日、ボートレース鳴門で初優勝。ちょうど通算1000戦目での優勝だった。
- 2013年7月3日、地元岡山の先輩レーサーである山口達也と結婚したことを第27回女子王座決定戦の前夜祭で発表した[5]。
- 2014年5月にボートレース福岡で開催された SG「第41回ボートレースオールスターでSG初出場。
- 2015年2月の地元ボートレース児島での中国地区選手権を最後に産休に入る。
- 2016年4月に産休から復帰、地元ボートレース児島での女子戦で優勝も果たす。
- 2018年11月にボートレース芦屋で開催された G2「第5回レディースチャレンジカップ」において、初日から好調をキープし、優勝戦1枠を手中。インから逃げ切ってG2初制覇を飾ると同時に3回目のクイーンズクライマックス出場も決めた。
- 2019年7月にボートレース芦屋で行われたGⅡモーターボート大賞で優勝。また、この優勝は、自身初の男女混合競走での優勝となる。
- 2020年1月にボートレース江戸川で開催された G3「オールレディース江戸川女王決定戦 KIRINCUP」で優勝。31歳の誕生日にバースデーVを飾る。
- 2020年5月24日のYoutubeの番組内で山口達也と離婚していたことを公表する。
- 2022年2月にボートレース桐生で行われたレディースオールスターに、ファン投票1位で選出。期待に応えて、優勝を果たす。
- 2024年5月にボートレース宮島で行われたレディースオールスターに、3大会連続となるファン投票1位で選出。優勝し、GII4勝目を飾る。
- 2024年10月26日のボートレース尼崎のヴィーナスシリーズ第16戦「尼崎プリンセスカップ」初日12Rの記者選抜戦で1着となり、通算1000勝をデビューした尼崎で達成[6]。

## 人物
- 賞金女王決定戦に初出場した時に、「イーグルヴィーナス」というキャッチフレーズになった。
- 自己紹介の時に、「見ててください。もりもりもりやー!」というフレーズを使用することが多く、守屋の代名詞となっている。
- 2024年の5月31日の、ボートレース住之江太閤賞競走開設68周年記念12R千成賞ドリーム戦のインタビューでは、守屋が出場していないにも関わらず、西山貴浩が登場時に、「もりもりもりやー!」を披露したのをきっかけに、石野貴之、毒島誠、西山、上條暢嵩、山口剛、深谷知博の全員が「もりもりもりやー!」を披露した。
- 2024年8月15日に平塚競輪場で行われたオールスター競輪では、出場選手の日野未来が「もりもりもりやー!」を披露した(この日は守屋がトークショーに出演していた)。それ以来、日野は、アレンジバージョンとして、「もりもりもりやー!　からの　みらみらみらいー!」をトークショーなどで披露することがある。
- 女子レーサーの中でもそのルックスの良さは指折り。特に地元児島では人気が高い。
- ラーメン二郎が好きなジロリアン。過去には多摩川競艇場でのレースの際にラーメン二郎府中店に立ち寄り、レース後の勝利者インタビューでカメラサインに「ラーメン二郎」と書いたことであらぬ憶測が飛び交ったこともある[7]。2024年9月15日、22日放送分の「ボートの時間!」では二郎系ラーメン「俺の生きる道」のラーメンを完食している。なお、この回では、元プロ野球選手で、店主の小林公太が、守屋のファンであることを明らかにした。

## 獲得タイトル

### GII
- 2018年11月25日 第5回レディースチャレンジカップ（芦屋）
- 2019年7月21日 モーターボート大賞 次世代スターチャレンジバトル（芦屋）
- 2022年2月27日 第6回レディースオールスター（桐生）
- 2024年5月12日 第9回レディースオールスター（宮島）

## 戦績
- 出走回数：3726 回
- 優勝回数：35回
- 優出回数：131回
- 1着回数：978回
- フライング(F)回数：15回
- 出遅れ(L)回数：1回
- 通算勝率：6.34
- 2連対率：45.25
- 3連対率：61.59
- 生涯獲得賞金：456,494,861円